# برج تلفزيون باكو
برج تلفزيون باكو (بالأذرية:Bakı Televiziya Qülləsi) هو برج تلفزيوني يقع في مدينة باكو، أذربيجان. شُيّد سنة 1996، يبلغ ارتفاعه 310 مترا (1017 قدمًا)، وهو أطول مبنى في أذربيجان وأطول مبنى من الخرسانة المسلحة في القوقاز.

## تاريخ
تم تصميم برج التلفزيون بناء على قرار مجلس وزراء اتحاد الجمهوريات الاشتراكية السوفياتية بعد طلب من وزارة الاتصالات في معهد الدولة الأذربيجاني التابع لوزارة الاتصالات في الاتحاد السوفياتي. بدأت أعمال البناء في عام 1979، ووفقًا لخطة إنشاء المشروع كان من المفترض أن يتم الانتهاء منها في عام 1985. بعد عودة حيدر علييف إلى السلطة في عام 1993، استمر بناء البرج، وفي عام 1996، تم تنفيذ حفل الافتتاح الرسمي بمشاركته.
سنة 2008، افتُتح في البرج مطعم دوّار بالطابق الـ62، على علوّ 175 متراً.

## وصلات خارجية
- http://www.emporis.com/building/azeritvtower-baku-azerbaijan
- برج تلفزيون باكو  على موقع ستركتر

- http://skyscraperpage.com/diagrams/?buildingID=2284